# Попов Іван Васильович
Іван Васильович Попов (1867, Вязьма — 1938, Єнісейск) — російський православний богослов, патролог, професор Московської духовної академії.
Зарахований до лику святих Російської православної церкви в 2003 році. Пам'ять 26 січня (8 лютого) та у Собор новомучеників і сповідників Російської Церкви.

## Родина
Народився 17 (29) січня 1867 року в родині священика Воскресенської церкви міста Вязьми Василя Михайловича Попова і його дружини Віри Іванівни. Не був одружений, вів у мирському світі, по суті, чернече життя.

## Освіта
У 1882 році закінчив Вяземське духовне училище, в 1888 році — Смоленську духовну семінарію, в 1892 році — Московську духовну академію зі ступенем кандидата богослов'я; тема кандидатської роботи: «Про совість та її походження»). У 1892—1893 роках — професорський стипендіат академії.
Магістр богослов'я (1897 рік; тема дисертації: «Природний моральний закон»). Доктор церковної історії (1917; тема дисертації, захист якої відбувся в Петроградській духовної академії: «Особа та вчення блаженного Августина». Т. 1, 1 Ч. «Особистість блаженного Августина», Ч. 2 «Гносеологія та онтологія блаженного Августина»).

## Викладацька діяльність
З 1893 року — в.д. доцента Московської духовної академії (МДА) по кафедрі патристики.
З 1897 року — доцент МДА.
З 1898 року — екстраординарний професор МДА. У 1901—1902 роках перебував у науковому відрядженні у Німеччині, стажувався в Берлінському і Мюнхенському університетах.
З 1917 року — ординарний професор МДА.
Після припинення діяльності МДА в Сергієвому Посаді в 1919 році читав лекції на неофіційних богословських академічних курсах у Москві.
Одночасно з педагогічною діяльністю в МДА викладав на кафедрі історії церкви Московського університету: з 1907 року був приват-доцентом університету, де спочатку читав факультативний курс «Походження сучасної церковної свідомості», а в 1909—1915 роках — курс «Філософія середніх віків». У 1918—1923 роках він читав лекції на кафедрі філософії середніх віків університету, перетвореної незабаром у Філософський дослідний інститут.
У 1917 році він був ще і професором Вищих жіночих богословсько-педагогічних курсів.
Був відомий своїми ліберальними поглядами. У 1903—1906 роках редагував журнал МДА «Богословський вісник» — при ньому це видання набуло значної популярності, але редактор піддався критиці з боку консервативно налаштованих православних діячів.
З 1909 року він був членом Смоленської губернської вченої архівної комісії.
Член Помісного собору 1917—1918 років від МДА; працював у Комісії з реформування вищих духовних шкіл.
З 1897 року був дійсним членом Московського психологічного товариства при Московському університеті.

## Наукова діяльність
Був високоосвіченою ученим, видатним фахівцем в області патрології, багато використовував у своїй роботі як джерела, так і іноземну церковно-історичну літературу. Архієпископ Іларіон (Троїцький), вже перебуваючи у Соловецькому таборі, в присутності інших ув'язнених — архієреїв і кліриків — говорив про нього так: «Якщо б, отці і браття, всі наші з вами знання скласти разом, то це буде ніщо перед знаннями Івана Васильовича».

Його праця про блаженного Августина була удостоєна Макаріївської премії, при цьому професор А. П. Орлов заявив, що ця робота

далеко перевищує по ґрунтовності всі наявні в нашій, як перекладеній, так і оригінальній літературі, досвіди з'ясування духовної особистості Августина в цей цікавий період його релігійно-філософських пошуків, … оскільки розкриває ті історико-філософські чинники, які мали визначальний вплив на характер гносеологічних і онтологічних поглядів Іппонского мислителя.

За даними протопресвітера Михайла Польського, після приходу до влади більшовиків І. В. Попов написав другий том своєї праці про блаженного Августина, який залишився в рукописі.

## Арешти, табір, заслання
У 1919 році звернувся в Раднарком із протестом проти планів влади вилучити мощі преподобного Сергія Радонезького з Троїце-Сергієвої лаври. У 1924 році за дорученням патріарха Тихона склав відповідь Константинопольському патріарха Григорія VII який визнав обновленців і запропонував патріарху Тихону віддалитися від справ управління церквою. У грудні 1924 року був заарештований і засуджений до трьох років позбавлення волі. У 1925—1927 роках перебував в ув'язненні в Соловецькому таборі особливого призначення, де працював учителем у школі грамотності для зеків-кримінальників. Був одним з авторів «Соловецького послання», які перебували в таборі православних діячів (1926 рік), в якому пропонувався компроміс держави і церкви на основі лояльності церкви по відношенню до держави і невтручання державної влади у церковні справи.
З 1927 року — в Уральській області, з 1928 року — на засланні в селі Ситомино Сургутської району на річці Об, де працював над дослідженням про Григорія Нисского. Через нього з центру Росії присилалися гроші та продукти Місцеблюстителю Патріаршому престолу митрополиту Петра (Полянському), який перебував у засланні на Півночі.
У 1931 році був заарештований в Сургуті, восени того ж року засуджений до заслання ще на три роки в село Самарово (нині увійшло до складу міста Ханти-Мансійська). У 1932 році йому було дозволено повернутися в Центральну Росію — мабуть, у зв'язку з хворобою (серцевою слабкістю, пухлиною ніг) і похилим віком.
Жив у Підмосков'ї, 21 лютого 1935 року знову був заарештований за звинуваченням у встановленні контакту з представниками Римо-Католицької церкви в контрреволюційних цілях. Насправді мова йшла про отримання ним посилок від Міжнародного Червоного хреста і, можливо, про передачу на Захід даних про гоніння на церкву в СРСР. Винним себе не визнав, був засуджений до п'яти років заслання. Висланий в село Ігнатово Пирівського району Красноярського краю.

## Останній арешт і мученицька кончина
9 жовтня 1937 року був заарештований на засланні і звинувачений у контрреволюційній діяльності і за рішенням Трійки УНКВС Красноярського краю від 5 лютого 1938 року розстріляний 8 лютого.
Зарахований до лику святих Визначенням Священного Синоду Російської православної церкви від 30 липня 2003 року як новомученик. Разом з ним був канонізований його учень ієромонах Серафим (Тьєвар), помер у таборі в 1931 році.
4 травня 2017 року рішенням Священного Синоду Руської православної церкви занесений до собору «Отців Помісного Собору Церкви Російської 1917—1918 рр.» (пам'ять 5/18 листопада).

## Праці
- Природний моральний закон. Психологічні основи моральності. — Сергієв Посад, 1897.
- Іван Златоустый і його вороги. — Сергієв Посад, 1908.
- Ідея обоження в давньосхідній церкви. — М., 1909.
- Елементи греко-римської культури в історії давнього християнства. — М., 1909.
- Особистість і вчення блаженнаго Августина. — Сергієв Посад, 1916.
- Патрологія. Короткий курс. — М., 2003.
- Праці з патрології. Т. 1. Святі отці II—IV ст. — Сергієв Посад, 2004.
- Праці з патрології. Т. 2. Особа та вчення блаженного Августина. — Сергієв Посад, 2005.